# Campionat d'Espanya d'hoquei sobre patins femení 2003
El XI Campionat d'Espanya femení d'hoquei sobre patins fou l'onzena edició del Campionat d'Espanya. Se celebrà el 2, 3 i 4 de maig de 2003 a Pereda, Cantàbria, i fou organitzat per la Federació Espanyola de Patinatge. Hi participaren deu equips, procedents de la lliga catalana, gallega i interautonòmica. El campionat se celebrà en dues fases, la primera en format de fase regular i la segona en format d'eliminació directa. A la primera, els clubs participants es distribuïren en dos grups de cinc equips cadascun. Els primers classificats d'ambdós grups accediren directament a la final del campionat. La resta de posicions, del tercer al vuitè, es determinaren en format d'eliminació directa.
Es proclamà campió l'Intereco Salt, que aconseguí el seu primer i únic campionat d'Espanya.

## Clubs participants
- Club Patín Alcobendas
- Castrelos Hockey Club
- Club Patín Gijón Solimar
- Club Patín Noria
- Club Patín Órdenes
- Club Patí Paiporta
- Club Patín Pereda
- Intereco Salt
- Club Patí Voltregà
- Club Patín Ávila[Nota 1]

## Primera fase

### Grup A
El CP Voltregà dominà el seu grup amb victòries per golejada com el 12 a 0 contra el CP Noria o l'11 a 0 contra el CP Paiporta.
|  | CP Pereda | 5-0 | CP Noria | Pereda |  |
|  |           |     |          |        |  |

|  | CP Paiporta | 2-2 | CP Órdenes | Pereda |  |
|  |             |     |            |        |  |

|  | CP Pereda | 5-3 | CP Órdenes | Pereda |  |
|  |           |     |            |        |  |

|  | CP Noria | 0-12 | CP Voltregà | Pereda |  |
|  |          |      |             |        |  |

|  | CP Pereda | 5-2 | CP Paiporta | Pereda |  |
|  |           |     |             |        |  |

|  | CP Órdenes | 0-8 | CP Voltregà | Pereda |  |
|  |            |     |             |        |  |

|  | CP Noria | 4-8 | CP Paiporta | Pereda |  |
|  |          |     |             |        |  |

|  | CP Pereda | 0-5 | CP Voltregà | Pereda |  |
|  |           |     |             |        |  |

|  | CP Noria | 2-7 | CP Órdenes | Pereda |  |
|  |          |     |            |        |  |

|  | CP Paiporta | 0-11 | CP Voltregà | Pereda |  |
|  |             |      |             |        |  |

### Grup B
El CP Àvila no es presentà a la competició i la fase regular quedà reduïda a sis partits. L'Intereco Salt guanyà els seus tres partits i finalitzà en primera posició.
|  | CP Alcobendas | 3-7 | CP Gijón Solimar | Pereda |  |
|  |               |     |                  |        |  |

|  | CP Alcobendas | 3-1 | Castrelos HC | Pereda |  |
|  |               |     |              |        |  |

|  | CP Gijón Solimar | 3-4 | Intereco Salt | Pereda |  |
|  |                  |     |               |        |  |

|  | Castrelos HC | 1-4 | Intereco Salt | Pereda |  |
|  |              |     |               |        |  |

| 3 de maig de 2003 | CP Alcobendas | 0-9     | Intereco Salt                                | Pereda |  |
|                   |               | Notícia | González · Barceló · Jou · Serra · Pardo (5) |        |  |

|  | CP Gijón Solimar | 5-6 | Castrelos HC | Pereda |  |
|  |                  |     |              |        |  |

### Classificació
El CP Voltregà i l'Intereco Salt confirmaren els pronòstics com a equips favorits i finalitzaren primers dels seus grups.
|                                       | Equip classificat per la final |
| Nota: Noms dels equips segons l'època |                                |

| Grup A | Grup A      | Grup A | Grup A | Grup A | Grup A | Grup A | Grup A | Grup A | Grup A |
| Pos.   | Club        | Punts  | PJ     | PG     | PE     | PP     | GF     | GC     | Gav    |
| ------ | ----------- | ------ | ------ | ------ | ------ | ------ | ------ | ------ | ------ |
| 1      | CP Voltregà | 12     | 4      | 4      | 0      | 0      | 36     | 0      | +36    |
| 2      | CP Pereda   | 9      | 4      | 3      | 0      | 1      | 15     | 10     | +5     |
| 3      | CP Órdenes  | 4      | 4      | 1      | 1      | 2      | 12     | 17     | -5     |
| 4      | CP Paiporta | 4      | 4      | 0      | 1      | 3      | 12     | 22     | -10    |
| 5      | CP Noria    | 0      | 4      | 0      | 0      | 4      | 6      | 32     | -26    |

| Grup B | Grup B           | Grup B                         | Grup B                         | Grup B                         | Grup B                         | Grup B                         | Grup B                         | Grup B                         | Grup B                         |
| Pos.   | Club             | Punts                          | PJ                             | PG                             | PE                             | PP                             | GF                             | GC                             | Gav                            |
| ------ | ---------------- | ------------------------------ | ------------------------------ | ------------------------------ | ------------------------------ | ------------------------------ | ------------------------------ | ------------------------------ | ------------------------------ |
| 1      | Intereco Salt    | 9                              | 3                              | 3                              | 0                              | 0                              | 17                             | 4                              | +13                            |
| 2      | CP Gijón Solimar | 3                              | 3                              | 1                              | 0                              | 2                              | 15                             | 13                             | +2                             |
| 3      | Castrelos HC     | 3                              | 3                              | 1                              | 0                              | 2                              | 8                              | 12                             | -4                             |
| 4      | CP Alcobendas    | 3                              | 3                              | 1                              | 0                              | 2                              | 6                              | 17                             | -9                             |
| N/D    | CP Ávila         | no es presentà a la competició | no es presentà a la competició | no es presentà a la competició | no es presentà a la competició | no es presentà a la competició | no es presentà a la competició | no es presentà a la competició | no es presentà a la competició |

## Segona fase

### Setè i vuitè lloc
| CP Paiporta | 1-4 | CP Alcobendas |
| ----------- | --- | ------------- |
|             |     |               |

Pavelló Municipal, Pereda   

### Cinquè i sisè lloc
| CP Órdenes | 1-3 | Castrelos HC |
| ---------- | --- | ------------ |
|            |     |              |

Pavelló Municipal, Pereda   

### Tercer i quart lloc
| CP Gijón Solimar | 5-3 | CP Pereda |
| ---------------- | --- | --------- |
|                  |     |           |

Pavelló Municipal, Pereda   

### Final
El CP Voltregà i l'Intereco Salt disputaren la final de l'onzena edició del Campionat d'Espanya d'hoquei sobre patins. Ambdós equips repetiren la mateixa final per tercer cop durant la temporada, amb victòria osonenca a la Lliga catalana i gironina a la Copa Catalunya. En la final, guanyà l'Intereco Salt a la tanda de penals per 4 a 3 al CP Voltregà. Al final del temps reglamentari, acabaren empatats a dos, amb gols de Carla Giudicci i Núria Fabregó, per part osonenca, i dos gols de Tània Pardo, per part gironina.
| CP Voltregà        | 2‐2 (pr.) | Intereco Salt |
| ------------------ | --------- | ------------- |
| Giudicci · Fabregó | Final     | Pardo (2)     |
| Tanda de penals    |           |               |
|                    | 3-4       |               |

Pavelló Municipal, Pereda   
| CP Voltregà | Intereco Salt |

| #          | Pos. | Nom            |  |
| ---------- | ---- | -------------- |  |
|            | POR  | Laia Vives     |  |
|            |      | Anna Romero    |  |
|            |      | Emma Corominas |  |
|            |      | Núria Fabregó  |  |
|            |      | Carla Giudicci |  |
|            |      | Eva Vila       |  |
|            |      | Maria Ferrón   |  |
|            |      | Carla Sariol   |  |
|            |      | Trabal         |  |
| Entrenador |      |                |  |
|            |      |                |  |

| Campió d'Espanya d'hoquei sobre patins 2003 |
| ------------------------------------------- |
| Intereco Salt Primer títol                  |

| #            | Pos. | Nom              |  |
| ------------ | ---- | ---------------- |  |
|              | POR  | Raquel Mallen    |  |
|              |      | Anna Jou         |  |
|              |      | Sofía González   |  |
|              |      | Tània Pardo      |  |
|              |      | Cristina Barceló |  |
|              |      | Gemma Casanova   |  |
|              |      | Corina Serra     |  |
|              |      | Aroa Membrive    |  |
|              |      | Casaponsa        |  |
| Entrenador   |      |                  |  |
| Toni Alcaraz |      |                  |  |